# KV62
KV62是古埃及法老圖坦卡蒙位於帝王谷的墳墓，因其中發現巨大數量的財寶而聞名於世。KV62於1922年被哈瓦德·卡特發現，而新王國時代修墓工人的小屋位於墓的上方，施工時的廢土把入口堵住了，加上他父親試圖修改埃及為一神信仰，後來的編史工作中就很少提到這位王子在位，這是其免遭那個時代肆意猖獗的盜墓賊光顧的原因。「KV」是英語中「帝王谷」（Valley of the Kings）的縮寫，「62」則是現代考古學家為了區別各個墓室而給予的編號。

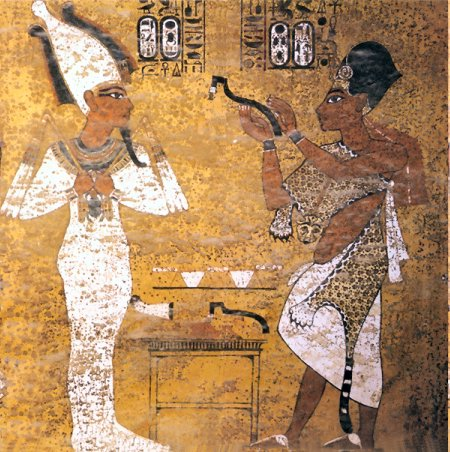
KV62号墓里呈现的法老阿伊正在替图坦卡蒙进行开口仪式的壁画

KV62號墓內密密麻麻地塞滿了各種財寶並處於雜亂無章的狀態之下。皇冠被觸碰後就碎裂了，但卡特幸運地拍下了它的原狀。卡特仔細地記錄下墓室的原貌，並在接下來的十年裡將墓室幾乎搬空，將出土文物送往開羅國家博物館。
過去一直認為KV62是帝王谷中唯一未被盜過的墳墓，但事實上圖坦卡蒙墓在發現之前至少被光顧過兩次。葬有法老木乃伊的墓室，其最外邊的門被向左開啟並被揭去封印，學者估計墓室內將近有60%的珍寶已經被盜走。只是陪葬品數量太多才無法全部運走，這也可以說明為何KV62剛出土時墓內各種財寶會是雜亂無章、隨意放置的狀態，在其中一次被盜之後不久，KV62中的一些防腐香料被放入KV54號墓中。

## 延伸閱讀
- The Discovery of the Tomb of Tutankhamen, by Howard Carter, Arthur C. Mace.
- The Complete Tutankhamun: The King, the Tomb, the Royal Treasure, by C. N. Reeves, Nicholas Reeves, Richard H. Wilkinson.
- Reeves, N & Wilkinson, R.H. The Complete Valley of the Kings, 1996, Thames and Hudson, London
- Siliotti, A. Guide to the Valley of the Kings and to the Theban Necropolises and Temples, 1996, A.A. Gaddis, Cairo

## 外部連結
- Plans of the tomb and other details Theban Mapping Project（英文）
- Burton's images of the tomb from The Howard Carter Archives （页面存档备份，存于） Griffith Institute（英文）
- Tutankhamun: Anatomy of an Excavation （页面存档备份，存于） Griffith Institute（英文）
- John Lawton, The last survivor, 1981, Saudi Aramco World（英文）